# Leichtathletik-Länderkampf der Männer 1941 Italien - Deutschland
| 3. Leichtathletik-Länderkampf mit deutscher Beteiligung 1941 | 3. Leichtathletik-Länderkampf mit deutscher Beteiligung 1941 |                                 |
| ------------------------------------------------------------ | ------------------------------------------------------------ | ------------------------------- |
|                                                              |                                                              |                                 |
| Ländervergleich der Männer: Italien – Deutschland            |                                                              |                                 |
| Austragungsort                                               | Bologna                                                      |                                 |
| Wettbewerbe                                                  | 18                                                           |                                 |
| Datum                                                        | 28./29. Juni                                                 |                                 |
| 1. GER 2. ITA                                                | 88 Punkte 80 Punkte                                          |                                 |
| Chronik                                                      |                                                              |                                 |
| ← ROU-GER (M)                                                | erster LK 1942:00 GER-ROU (M) →                              | erster LK 1942:00 GER-ROU (M) → |

Der dritte Vergleich des Länderkampfjahres 1941 gegen Italien wurde eine Woche nach der Begegnung mit Rumänien ausgetragen. Italien war nun zum nun vierten Mal Gegner eines deutschen Leichtathletik-Männerteams. Die drei Vergleiche zuvor hatte Deutschland für sich entschieden. Am 28./29. Juni fand das Aufeinandertreffen in der italienischen Stadt Bologna statt und war gleichzeitig der letzte Leichtathletik-Ländervergleich im Kriegsjahr 1941.

## Wettbewerbe und Modus
Auf dem Programm standen achtzehn Wettbewerben, einer mehr als im Aufeinandertreffen mit Rumänien in der Vorwoche, Die Veranstaltung wurde auf zwei Tage verteilt ausgetragen. Die Punktevergabe in den Einzeldisziplinen war identische mit der Wertung im Vergleich gegen Rumänien, also umgekehrt ausgerichtet an der Platzierung, das heißt Pl. 1: 4 P, Pl. 2: 3 P, …, Pl. 4: 1 P. Die Staffeln wurden mit jeweils drei zu eins gewertet.

## Ergebnis
In den Laufdisziplinen zeigte sich zum ersten Mal eine Überlegenheit der italienischen Sportler, in den technischen Wettbewerben lag dagegen Deutschland vorn. So kam Deutschland mit 88 zu 80 Punkten am Ende zu einem Sieg, der diesmal allerdings wesentlich knapper ausfiel als in den drei Aufeinandertreffen zuvor.

## Resultate

### 100 m
| Platz | Athlet          | Land | Zeit (s) |
| ----- | --------------- | ---- | -------- |
| 1     | Carlo Monti     | ITA  | 10,6     |
| 2     | Orazio Mariani  | ITA  | 10,6     |
| 3     | Jakob Scheuring | GER  | 10,6     |
| 4     | Willi Bönecke   | GER  | 10,7     |

Datum: 28. Juni

### 200 m
| Platz | Athlet          | Land | Zeit (s) |
| ----- | --------------- | ---- | -------- |
| 1     | Orazio Mariani  | ITA  | 21,8     |
| 2     | Carlo Monti     | ITA  | 21,8     |
| 3     | Jakob Scheuring | GER  | 21,8     |
| 4     | Karl Fehrmann   | GER  | 21,9     |

Datum: 29. Juni

### 400 m
| Platz | Athlet          | Land | Zeit (s) |
| ----- | --------------- | ---- | -------- |
| 1     | Mario Lanzi     | ITA  | 47,1     |
| 2     | Rudolf Harbig   | GER  | 47,2     |
| 3     | Aldo Ferrasutti | ITA  | 48,5     |
| 4     | Georg Müller    | GER  | 48,6     |

Datum: 28. Juni

### 800 m
| Platz | Athlet                | Land | Zeit (min) |
| ----- | --------------------- | ---- | ---------- |
| 1     | Mario Lanzi           | ITA  | 1:49,0     |
| 2     | Rudolf Harbig         | GER  | 1:49,2     |
| 3     | Dieter Giesen         | GER  | 1:52,4     |
| 4     | Gioacchino Dorascenzi | ITA  | 1:53,4     |

Datum: 29. Juni

### 1500 m
| Platz | Athlet          | Land | Zeit (min) |
| ----- | --------------- | ---- | ---------- |
| 1     | Ludwig Kaindl   | GER  | 3:55,0     |
| 2     | Harry Mehlhose  | GER  | 3:55,8     |
| 3     | Eraldo Colombo  | ITA  | 3:56,6     |
| 4     | Guerrino Vitale | ITA  | 3:58,2     |

Datum: 28. Juni

### 5000 m
| Platz | Athlet             | Land | Zeit (min) |
| ----- | ------------------ | ---- | ---------- |
| 1     | Max Syring         | GER  | 14:57,2    |
| 2     | Giuseppe Beviacqua | ITA  | 14:57,3    |
| 3     | Hermann Eberlein   | GER  | 15:47,4    |
| 4     | Giovanni Torassa   | ITA  | 15:57,0    |

Datum: 28. Juni

### 10.000 m
| Platz | Athlet             | Land | Zeit (min) |
| ----- | ------------------ | ---- | ---------- |
| 1     | Giuseppe Beviacqua | ITA  | 30:33,6    |
| 2     | Toni Haushofer     | GER  | 30:52,8    |
| 3     | Cesarino Bianchi   | ITA  | 32:33,6    |
| 4     | Wilhelm Adams      | GER  | 33:16,8    |

Datum: 29. Juni

### 110 m Hürden
| Platz | Athlet            | Land | Zeit (s) |
| ----- | ----------------- | ---- | -------- |
| 1     | Aristide Facchini | ITA  | 14 6     |
| 2     | Hans Zepernick    | GER  | 15,1     |
| 3     | Edoardo Eritale   | ITA  | 15,4     |
| 4     | Karl Kumpmann     | GER  | 15,6     |

Datum: 29. Juni

### 400 m Hürden
| Platz | Athlet           | Land | Zeit (s) |
| ----- | ---------------- | ---- | -------- |
| 1     | Ottavio Missoni  | ITA  | 53,7     |
| 2     | Heinz Brand      | GER  | 53,7     |
| 3     | Helmuth Fromme   | GER  | 55,5     |
| 4     | Giuseppe Fantone | ITA  | 55,9     |

Datum: 28. Juni

### 4 × 100 m Staffel
| Platz | Besetzung          | Land                                                     | Zeit (s) |
| ----- | ------------------ | -------------------------------------------------------- | -------- |
| 1     | Deutsches Reich    | Karl Fehrmann Jakob Scheuring Wili Bönecke Rudolf Harbig | 41,0     |
| 2     | Königreich Italien | Carlo Monti Orazio Mariani Michele Tito Tullio Gonnelli  | 41,1     |

Datum: 28. Juni

### 4 × 400 m Staffel
| Platz | Besetzung          | Land                                                      | Zeit (min) |
| ----- | ------------------ | --------------------------------------------------------- | ---------- |
| 1     | Königreich Italien | Bruno Donnini Aldo Ferrasutti Ottavio Missoni Mario Lanzi | 3:12,2     |
| 2     | Deutsches Reich    | Fritz Ahrens Alfred Grau Georg Müller Rudolf Harbig       | 3:14,2     |

Datum: 29. Juni

### Hochsprung
| Platz | Athlet              | Land | Höhe (m) |
| ----- | ------------------- | ---- | -------- |
| 1     | Karl-Heinz Langhoff | GER  | 1,95     |
| 2     | Alfredo Campagner   | ITA  | 1,93     |
| 3     | Hermann Nacke       | GER  | 1,90     |
| 4     | Tanghetti           | ITA  | 1,86     |

Datum: 28. Juni

### Stabhochsprung
| Platz | Athlet            | Land | Höhe (m) |
| ----- | ----------------- | ---- | -------- |
| 1     | Josef Haunzwickel | GER  | 4,00     |
| 2     | Rudolf Glötzner   | GER  | 3,80     |
| 3     | Guarduzzi         | ITA  | 3,60     |
| 4     | Pozzoli           | ITA  | 3,40     |

Datum: 29. Juni

### Weitsprung
| Platz | Athlet         | Land | Weite (m) |
| ----- | -------------- | ---- | --------- |
| 1     | Gerd Luther    | GER  | 7,30      |
| 2     | Arturo Maffei  | ITA  | 7,13      |
| 3     | Gino Pederzani | ITA  | 6 96      |
| 4     | Kurt Albert    | GER  | 6 92      |

Datum: 29. Juni

### Kugelstoßen
| Platz | Athlet          | Land | Weite (m) |
| ----- | --------------- | ---- | --------- |
| 1     | Heinrich Trippe | GER  | 15,69     |
| 2     | Hans Woellke    | GER  | 15,18     |
| 3     | Angiolo Profeti | ITA  | 15,05     |
| 4     | Enea Bertocchi  | ITA  | 13,87     |

Datum: 28. Juni

### Diskuswurf
| Platz | Athlet           | Land | Weite (m) |
| ----- | ---------------- | ---- | --------- |
| 1     | Adolfo Consolini | ITA  | 51,05     |
| 2     | Johann Wotapek   | GER  | 48,53     |
| 3     | Ruggero Biancani | ITA  | 48,33     |
| 4     | Heinrich Trippe  | GER  | 39,87     |

Datum: 29. Juni

### Hammerwurf
| Platz | Athlet             | Land | Weite (m) |
| ----- | ------------------ | ---- | --------- |
| 1     | Karl Storch        | GER  | 56,62     |
| 2     | Erwin Blask        | GER  | 55,71     |
| 3     | Teseo Taddia       | ITA  | 49,98     |
| 4     | Vladimiro Superina | ITA  | 45,28     |

Datum: 29. Juni

### Speerwurf
| Platz | Athlet          | Land | Weite (m) |
| ----- | --------------- | ---- | --------- |
| 1     | Karl-Heinz Berg | GER  | 63,87     |
| 2     | Paul Wenzel     | GER  | 63,73     |
| 3     | Bruno Rossi     | ITA  | 59,55     |
| 4     | Raffaele Drei   | ITA  | 58,75     |

Datum: 28. Juni